# 荒聖治
荒 聖治（あら せいじ、1974年5月5日 - ）は、千葉県出身のレーシング・ドライバー。

## プロフィール
- 身長：168cm
- 体重：58kg
- 血液型：RH+A型
- 千葉県立柏北高等学校（現：柏の葉高等学校）卒業

## 経歴

### 初期
父がヤナセのメカニックであり、荒は小さな頃からレーシングカートに親しんでいた。1994年にフォルクスワーゲンカップレースのゴルフIIクラスで4輪レースデビューし、シリーズチャンピオンを獲得。この時に同レースに参戦していた将来の恩人となる郷和道に出会っている。

### 海外修行～F3
1995年から1997年にかけてアメリカで武者修行を行い、帰国後にF4選手権の参戦を経て、1998年に全日本F3選手権にスポット参戦ながらステップアップを果たす。その一方でチーム郷に入社し、マネージャー業務も行っていた。
1999年はTOYOTA TEAM TOM'Sから全日本F3にフル参戦を果たした。この年の開幕直前、カート時代からの親友である舘信吾が事故で亡くなってしまったが、彼のナンバーを受け継いだマシンを駆り、開幕戦鈴鹿でポール・トゥ・ウィンを飾った。この頃に近藤真彦と出会っている。2000年は戸田レーシングに移籍し、シリーズ3位となる。

### フォーミュラ・ニッポン
2001年にフォーミュラ・ニッポンへステップアップ。COSMO OIL RACING TEAM CERUMOよりデビューし、デビュー戦となる開幕戦鈴鹿でいきなり3位表彰台を獲得。翌2002年にはKONDO Racingに移籍、第2戦富士で4位入賞を果たすが、この年でフォーミュラ・ニッポンのシートを一旦失う事になる。

### 全日本GT選手権
一方、全日本GT選手権では2000年にTOM'SからGT500クラスにデビュー。2001年はつちやエンジニアリングに移籍し、2003年最終戦鈴鹿ではポールポジションを獲得。立川祐路とコンビを組んでセルモから参戦した2004年には第2戦のスポーツランドSUGOでGT500クラス初優勝を挙げた。2005年はKRAFTから参戦した。

### ル・マン24時間レース
2001年からはル・マン24時間耐久レースに参戦を開始。近藤真彦らとともにバイパー・チーム・オレカのクライスラーLMPをドライブし、予選ではルーキー最上位の総合16位で「ルーキー・オブ・ザ・イヤー」を獲得した。この頃から評価が高まり、チーム郷に目をかけられるようになる。

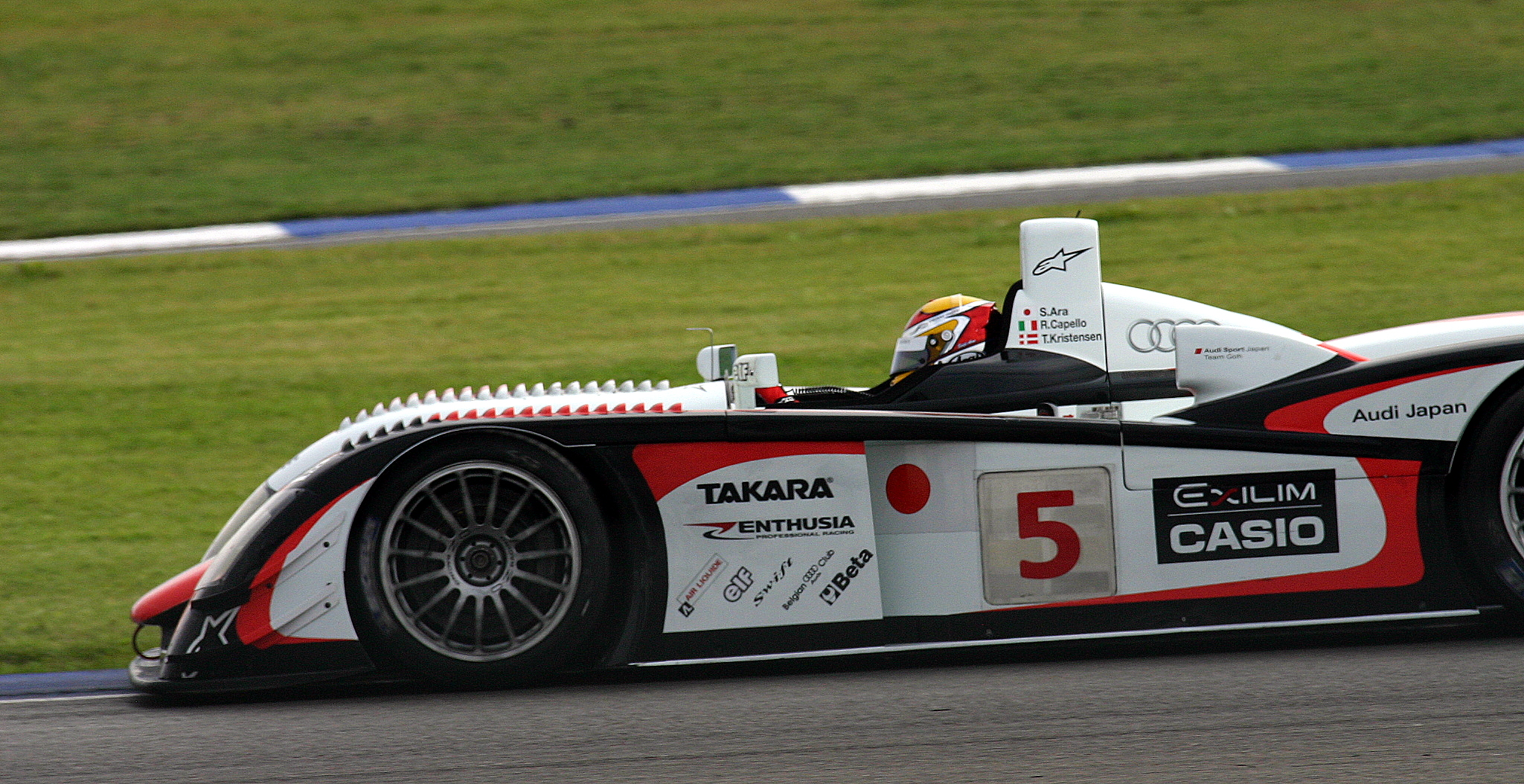
2004年アウディ・チーム郷でのアウディ・R8

2004年にチーム郷のアウディ・R8をトム・クリステンセンらとドライブし、日本人では2人目、日本のプライベーターとしては初となる総合優勝を果たした。
2005年はジムゲイナーから童夢・S101Hbで参戦したが、リタイヤに終わる。

### シート浪人からFN、GT500復帰
2006年はチーム郷がマセラティ・MC12を持ち込んでGT500参戦をもくろんでいたが、日本車勢とのタイム差を考慮して参戦を延期、シート浪人となってしまったが、この年のフォーミュラ・ニッポンでF1参戦により第3戦で離脱した山本左近の後任で、KONDO Racingより第4戦鈴鹿から4年振りに復帰。また、GT500でも腰痛の治療により離脱したエリック・コマスの後任としてフォーミュラ同様GT500のシートに収まる。フォーミュラはノーポイントで終えたが、GTでは最終戦富士でKRAFTとの熾烈な2位争いを繰り広げ、最終的に敗れたものの、チームとしてGT500で初めて3位表彰台を獲得した。また、この年から発足した全日本スポーツカー耐久選手権にTEAM MUGENから参戦し、最終戦岡山で総合優勝を飾り、ルマンウィナーの実力を見せた。
2007年、SUPER GTでは引き続きKONDO Racingで参戦。第4戦セパンではライバルが軒並み苦戦する中、予選14位スタートから順位を上げトップチェッカー、チームに初優勝を果たす。フォーミュラ・ニッポンでは開幕前までシートを失っていたが、ジョニー・リードの離脱により空席となったTOM'Sのシートに収まり参戦した。また、全日本スポーツカー耐久選手権にTEAM MUGENからスポット参戦した。

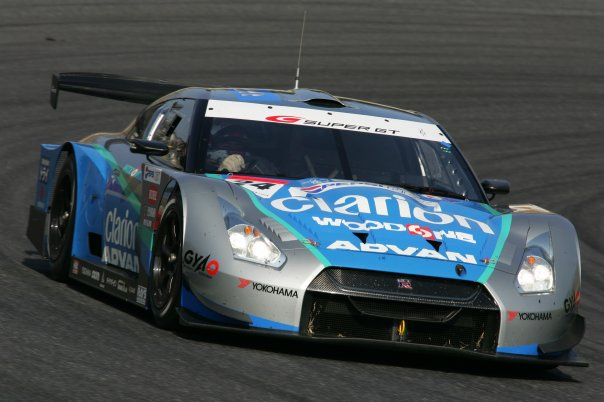
WOODONE ADVAN Clarion GT-R(2008年)

2008年は引き続きフォーミュラ・ニッポンではTOM'S、SUPER GTはKONDO Racingから参戦。フォーミュラ・ニッポンでは第6戦もてぎの第2レースで初優勝を果たす。SUPER GTでは第4戦セパンで2年連続優勝を果たした。2009年はフォーミュラ・ニッポンのシートを失ったが、SUPER GTは引き続きKONDO Racingより参戦。開幕戦岡山でチームに国内初優勝を飾り、チームとして過去最高位のシリーズ8位に入る。また、ル・マン24時間レースにチーム郷から5年振りに参戦した。

### 再びシート浪人、海外へ

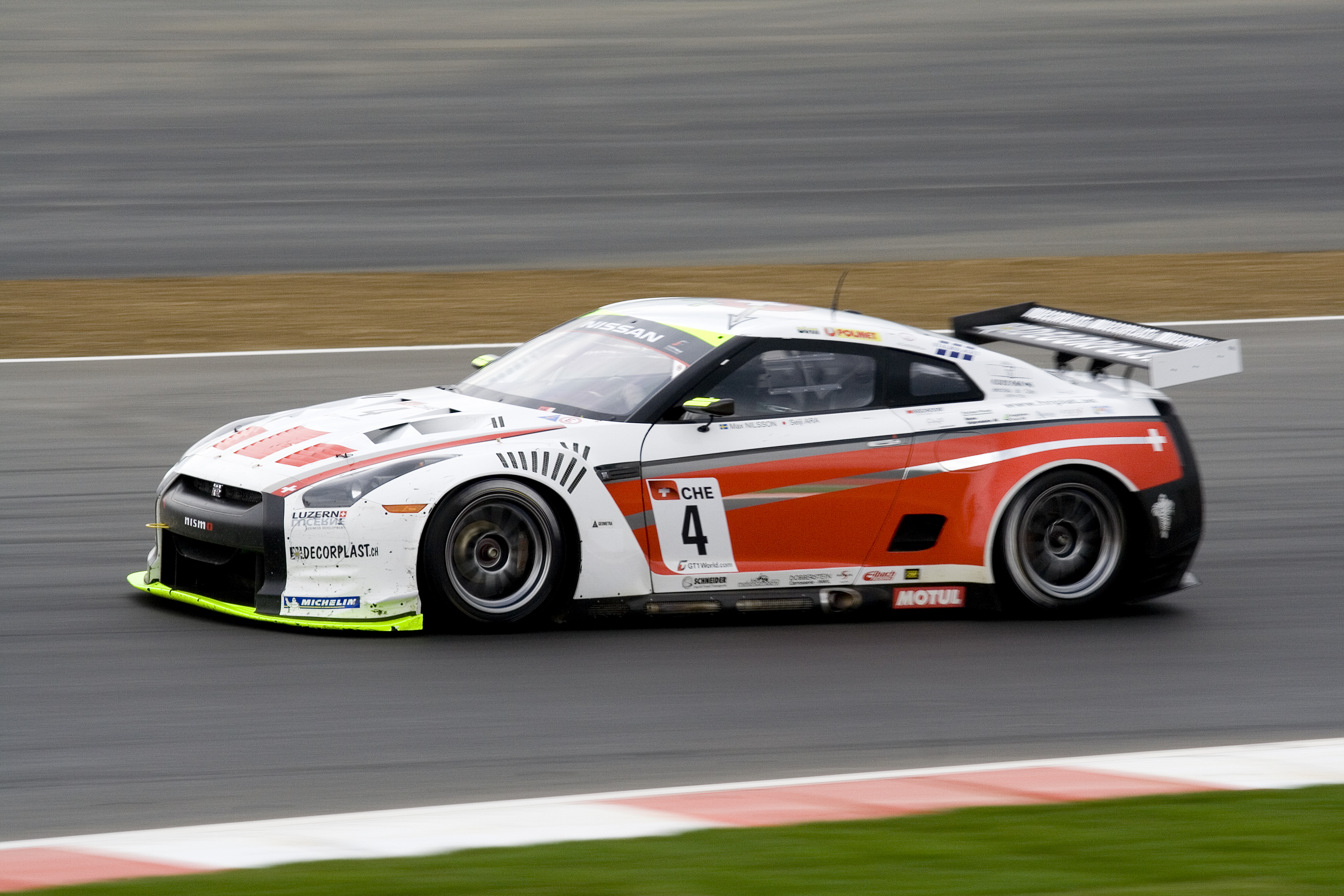
2010年FIA GT1世界選手権でのGT-R GT1

2010年は再びシートを失ったが、この年から発足したFIA GT1世界選手権に日産・GT-Rで参戦。しかし、第2戦シルバーストーンの決勝レースでの9位が最高位となり、シーズンを通して苦戦を強いられた。

### 再び国内復帰、レクサス陣営へ
2011年は再びSUPER GTに参戦し、7年振りにレクサス陣営（当時はトヨタ陣営）に復帰する。なお、トヨタ時代ではスープラでしか参戦したことがないため、初めてSC430のステアリングを握ることになる。レーシングプロジェクトバンドウのもとで片岡龍也と共に参戦。実質開幕戦となった第2戦富士で荒天の中3位に入るが、シーズンを通して苦戦し、復帰初年度をシリーズ13位で終える。また、この年はドリフトにも挑戦を開始し、ドリフトマッスル第4戦鈴鹿ツインにマイカーである日産・スカイラインGT-Rで参戦した。
翌2012年から移籍した片岡に代わりアンドレ・クートが加入。第6戦富士、第7戦オートポリスで3位、またオートポリスではチームにとってGT500で初めてポールポジションを獲得する等好調さを見せ、シリーズ9位となった。また、ル・マン24時間レースにペスカロロ・チームから童夢・S102.5から参戦した。

### GT300へ転向～現在
2014年はBMW Team Studieに移籍し、BMW・Z4 GT3でGT300クラスに参戦を開始。2016年からBMW・M6 GT3を投入し、2017年まで参戦を続けた。
2018年はSUPER GTに出場しなかったが、2019年は郷和道がMcLaren Customer Racing Japanを立ち上げたため、参戦を再開した。
2020年にチーム郷とジョイントした、BMW Team Studieに復帰。2022年はBMW・M4 GT3を新たに投入し、第3戦鈴鹿でGT300クラス初優勝を遂げた。2023年の第3戦鈴鹿でも優勝し、2年連続で鈴鹿で優勝を果たす。

## 人物
- 荒は海外レースの経験が豊かで、フォーミュラーカーからGT・スポーツプロトタイプ・市販車ベースであるスーパー耐久など、幅広くマシンを乗りこなし、尚且つドリフトマッスル等のドリフトの大会に出場する程ドリフトに精通する等器用なドライバーとして知られている。
- ル・マン総合優勝の実績が買われ、自動車セルビデオ「ベストモータリング」の企画「耐久バトル」にゲスト出演して以降[4]、「サスペンション検定」等自身のコーナーを持つ程[5]レギュラーとして出演するようになる。
- 愛車はR32・R34型の日産・スカイラインGT-Rを2台および日産・GT-Rを1台の計3台のGT-Rと、BMW・120iおよびBMW・M135iを所有している。GT-RはR32型を特に好んでおり、4台を乗り継いだ。自らチューニングやメンテナンスをして乗るなど、強いこだわりを持っている。その為、松田次生が最初GT-Rを購入に際して相談を受けていた[6]。また、数少ないR34型 Z-tuneのオーナーでもある。

## レース戦績
- 1994年 - フォルクスワーゲンカップ　ゴルフクラス（シリーズチャンピオン）
- 1995年 - アメリカ　スキップ・バーバー・イースタンシリーズ
- 1997年 - F4選手権（#96 R&D FW／97）（2勝）
- 1998年 - 全日本F3選手権＜Rd.7～10＞（チームGRP #61 セントラルパークダラーラ／ダラーラF398 3S-G）
- 1999年
  - 全日本F3選手権（TOM'S #7 TOM'S F399／ダラーラF399 3S-GE）（シリーズ6位）
  - F3マカオGP
  - F3コリアSP
  - 鈴鹿1000kmレースINTクラス（#21 ポールベルモンドクライスラー）（総合8位・クラス2位）
  - ル･マン富士1000kmレースGTSクラス（#60 CHRYSLER VIPER GTS-R）（総合7位・クラス優勝）
  - スーパー耐久シリーズ･N1プラスクラス（クラフト #7 TOYOTA CELICA）
- 2000年
  - 全日本F3選手権（戸田レーシング #2 戸田無限ホンダ／ダラーラF300 MF204B）（シリーズ3位）
  - F3マカオGP（戸田レーシング #16 ダラーラF300／ダラーラF300 MF204B）（決勝20位）
  - F3コリアSP（戸田レーシング ダラーラF300／ダラーラF300 MF204B）
  - 全日本GT選手権・GT500クラス（TOM'S #37 カストロール トムス スープラ／スープラ JZA80 3S-GTE）（シリーズ21位）
  - スーパー耐久シリーズ・Group N+＜Rd.2,6,7 スポット参戦＞（#36 上野クリニックALTEZZA）（シリーズ10位）
  - 第7回十勝24時間レース（#10 エンドレスアドバンスープラ）（優勝）
- 2001年
  - 全日本選手権フォーミュラ・ニッポン（COSMO OIL RACING TEAM CERUMO #12／レイナード99L MF308）（シリーズ12位）
  - 全日本GT選手権・GT500クラス（土屋エンジニアリング #25 FK/マッシモADVANスープラ／スープラ JZA80 3S-GTE）（シリーズ19位）
  - 第8回十勝24時間レース（#38 JIC クリスタルアルテッツァ）（総合16位）
  - 第30回鈴鹿1000kmレース（TOYOTA TEAM SARD #39 大塚家具サードスープラ／スープラ JZA80 3S-GTE）（総合5位）
  - マツダロードスターフェスタ イン 筑波（決勝DNF）
  - ル・マン24時間耐久レース・LMP900クラス（バイパー･チーム・オレカ #14）（決勝DNF）
  - デイトナ24時間耐久レース・GTSクラス（決勝DNF）
- 2002年
  - 全日本選手権フォーミュラ・ニッポン（Olympic KONDO Racing Team #3／レイナード01L 無限MF308）（シリーズ11位）
  - 全日本GT選手権・GT500クラス（土屋エンジニアリング #25 FK/マッシモADVANスープラ／スープラ JZA80 3S-GTE）（シリーズ14位）
  - ル・マン24時間耐久レース・LMP900クラス（総合6位）
  - 第31回鈴鹿1000kmレース･INTクラス（チーム郷 #61 AUDI R8）（決勝DNF）
  - クラシックカー サマーフェスティバル（KONDO RACING #0）（決勝7位）
  - マツダロードスターフェスタ 2002（#38 レーシングオン・ロードスター）（決勝4位）
- 2003年
  - 全日本GT選手権・GT500クラス（土屋エンジニアリング #25 ADVANスープラ／スープラ JZA80 3UZ-FE）（シリーズ13位）
  - 第10回十勝24時間レース（#109 ランドリーOGBアドバンGT3／ポルシェ911GT3）（総合2位）
  - ル・マン24時間耐久レース・LMP900クラス（総合4位）
  - ル・マン1000kmレース・LMP900クラス（優勝）
- 2004年
  - 全日本GT選手権・GT500クラス（TOYOTA TEAM CERUMO #38 auセルモスープラ／スープラ JZA80 3UZ-FE）（シリーズ5位）
  - 第11回十勝24時間レース（#33 FALKEN☆PORSCHE／PORSCHE911 JGN）（総合優勝）
  - ル・マン24時間耐久レース・LMP900クラス（総合優勝）
  - ル・マン耐久選手権・LMP1クラス（シリーズ5位）
- 2005年
  - SUPER GT・GT500クラス（KRAFT #34 バンダイスープラ／スープラ JZA80 3UZ-FE）（シリーズ19位）
  - スーパー耐久シリーズ・ST-1クラス（FALKEN MOTOR SPORTS #1 FALKEN☆PORSCHE／PORSCHE911 JGN）
  - ル・マン耐久シリーズ・LMP1クラス＜Rd.1スポット参戦＞（シリーズ8位）
  - Le Mans Classic Japan（#5 Porusche906 Carrera6／1966年式）（ヒート1：2位／ヒート2：1位）
  - ル・マン24時間耐久レース・LMP1クラス（決勝DNF)
- 2006年
  - 全日本選手権フォーミュラ・ニッポン＜Rd4より＞（KONDO Racing #3／ローラB06/51 RV8J）（ノーポイント）
  - SUPER GT・GT500クラス＜Rd.5より＞（KONDO RACING #24 WOODONE ADVAN KONDO Z／フェアレディZ Z33 VQ30DETT）（シリーズ16位）
（注）当初はチーム郷より参戦予定であった。マシンはマセラティ・MC12。しかし開幕前のテストで日本車とのタイム差が大きく、チームは参戦を延期。第5戦菅生に代替ドライバー（エリック・コマスが腰痛で欠場の為）として出場し10位。さらに、第6戦鈴鹿1000kmにも第3ドライバーとして参戦し5位。第7戦から正ドライバー（エリック・コマスが腰痛治療専念の為離脱）となる。
  - 全日本スポーツカー耐久選手権SP1クラス（#16 無限COURAGE LC70）（シリーズ4位）
- 2007年
  - 全日本選手権フォーミュラニッポン（DHG TOM'S RACING #37／ローラB06/51 RV8J）（シリーズ11位）
  - SUPER GT・GT500クラス（KONDO RACING #24 WOODONE ADVAN Clarion Z／フェアレディZ Z33 VQ30DETT→VK45DE）（シリーズ10位・1勝）
  - 全日本スポーツカー耐久選手権・SP1クラス＜Rd.2 スポット参戦＞（#16 無限COURAGE LC70）（決勝DNF）
- 2008年
  - 全日本選手権フォーミュラニッポン（PETRONAS TEAM TOM'S #37／ローラB06/51 RV8J）（シリーズ15位・1勝）
  - SUPER GT・GT500クラス（KONDO RACING #24 WOODONE ADVAN Clarion GT-R／GT-R R35 VK45DE）（シリーズ14位・1勝）
  - スーパー耐久・ST-1クラス（ENDLESS SPORTS #1 ENDLESS ADVAN Z／フェアレディZ Z33 380RS-C）
- 2009年
  - SUPER GT・GT500クラス（KONDO RACING #24 HIS ADVAN KONDO GT-R／GT-R R35 VK45DE）（シリーズ8位・1勝）
  - 世界ツーリングカー選手権・インディペンデントクラス＜Rd.21,22 スポット参戦＞（ウィッチャース・スポーツ #450 ／BMW 320si）
  - ル・マン24時間レース・LMP2クラス（NAVI TEAM GOH／ポルシェ・RSスパイダー）（決勝DNF）
- 2010年 - FIA GT1選手権（Swiss Racing Team #4／NISSAN R35 GT-R）
- 2011年
  - SUPER GT・GT500クラス（LEXUS TEAM WedsSport BANDOH #19 WedsSport ADVAN SC430／LEXUS SC430 RV8KG）（シリーズ13位）
  - ドリフトマッスル・マッスルチャレンジクラス＜Rd.4＞（#64 日産・スカイラインGT-R／BNR32）
- 2012年
  - SUPER GT・GT500クラス（LEXUS TEAM WedsSport BANDOH #19 WedsSport ADVAN SC430／LEXUS SC430 RV8KG）（シリーズ9位）
  - ブランパン耐久シリーズ・Proクラス＜Rd.5 スポット参戦＞（Boutsen Ginion Racing #5 McLaren MP4-12C GT3）
  - ル・マン24時間レース・LMP1クラス（ペスカロロ・チーム #17 童夢 S102.5）
- 2013年 - SUPER GT・GT500クラス（LEXUS TEAM WedsSport BANDOH #19 WedsSport ADVAN SC430／LEXUS SC430 RV8KG）（シリーズ14位）
- 2014年
  - SUPER GT・GT300クラス（BMW Sports Trophy Team Studie #7 Studie BMW Z4／BMW Z4 GT3）（シリーズ3位）
  - インタープロトシリーズ（シリーズ6位）
- 2015年 - SUPER GT・GT300クラス（BMW Sports Trophy Team Studie #7 Studie BMW Z4／BMW Z4 GT3）（シリーズ7位）
- 2016年 - SUPER GT・GT300クラス（BMW Team Studie #7 Studie BMW M6／BMW M6 GT3）（シリーズ13位）
- 2017年 - SUPER GT・GT300クラス（BMW Team Studie #7 Studie BMW M6／BMW M6 GT3）（シリーズ14位）
- 2018年 - スーパー耐久・ST-Xクラス（D'stationPORSCHE）
- 2019年 - SUPER GT・GT300クラス（McLaren Customer Racing Japan #720 McLaren 720S／McLaren 720S GT3）（シリーズ15位）
- 2020年 - SUPER GT・GT300クラス（BMW Team Studie ✕ CSL #7 Studie PLUS BMW／BMW M6 GT3）（シリーズ26位）
- 2021年 - SUPER GT・GT300クラス（BMW Team Studie ✕ CSL #7 Studie PLUS BMW／BMW M6 GT3）
- 2022年 - SUPER GT・GT300クラス（BMW Team Studie ✕ CSL #7 Studie BMW M4／BMW M4 GT3）（シリーズ11位・1勝）

### フォーミュラ

#### 全日本フォーミュラ3選手権
| 年     | チーム      | エンジン | クラス | 1       | 2       | 3     | 4       | 5     | 6     | 7       | 8      | 9      | 10      | 順位 | ポイント |
| ------ | ----------- | -------- | ------ | ------- | ------- | ----- | ------- | ----- | ----- | ------- | ------ | ------ | ------- | ---- | -------- |
| 1998年 | チームG.R.P | トヨタ   |        | SUZ     | TSU     | MIN   | FSW     | TRM   | SUZ   | SUG 7   | TAI 9  | SEN 10 | SUG Ret | NC   | 0        |
| 1999年 | TOM'S       | トヨタ   |        | SUZ 1   | TSU Ret | FSW 3 | MIN Ret | FSW 3 | SUZ 8 | SUG Ret | TAI 10 | TRM 4  | SUZ     | 6位  | 20       |
| 2000年 | TODA RACING | 無限     |        | SUZ Ret | TSU 2   | FSW 4 | MIN 5   | TAI 2 | SUZ 4 | SUG 3   | TRM 9  | SEN 3  | SUZ 3   | 3位  | 30       |

- 太字はポールポジション、斜字はファステストラップ。(key)

#### フォーミュラ・ニッポン
| 年     | チーム                       | 1       | 2       | 3       | 4       | 5       | 5       | 6       | 6       | 7       | 7       | 8       | 9       | 10      | 順位 | ポイント |
| ------ | ---------------------------- | ------- | ------- | ------- | ------- | ------- | ------- | ------- | ------- | ------- | ------- | ------- | ------- | ------- | ---- | -------- |
| 2001年 | COSMO OIL RACING TEAM CERUMO | SUZ 3   | TRM Ret | MIN Ret | FSW Ret | SUZ 9   | SUZ 9   | SUG 10  | SUG 10  | FSW 8   | FSW 8   | MIN Ret | TRM 12  | SUZ Ret | 12位 | 4        |
| 2002年 | Olympic KONDO Racing Team    | SUZ 8   | FSW 4   | MIN 9   | SUZ 10  | TRM Ret | TRM Ret | SUG Ret | SUG Ret | FSW Ret | FSW Ret | MIN 9   | TRM 11  | SUZ 10  | 11位 | 3        |
| 2006年 | KONDO RACING                 | FSW     | SUZ     | TRM     | SUZ 10  | AUT 10  | AUT 10  | FSW 18  | FSW 18  | SUG 13  | SUG 13  | TRM Ret | SUZ Ret |         | NC   | 0        |
| 2007年 | DHG TOM'S RACING             | FSW 11  | SUZ Ret | TRM 15  | OKA 7   | SUZ 10  | SUZ 10  | FSW 4   | FSW 4   | SUG Ret | SUG Ret | TRM 13  | SUZ 5   |         | 11位 | 11       |
| 2008年 | PETRONAS TEAM TOM'S          | FSW Ret | SUZ 11  | TRM 10  | OKA 10  | SUZ1 13 | SUZ2 11 | TRM1 7  | TRM2 1  | FSW1 10 | FSW2 10 | SUG 16  |         |         | 15位 | 9        |

(key)

### グランドツーリングカー

#### 全日本GT選手権/SUPER GT
| 年     | チーム                        | 使用車両               | クラス | 1       | 2       | 3       | 4       | 5       | 6       | 7      | 8       | 9      | 順位 | ポイント |
| ------ | ----------------------------- | ---------------------- | ------ | ------- | ------- | ------- | ------- | ------- | ------- | ------ | ------- | ------ | ---- | -------- |
| 2000年 | TOYOTA Castrol TEAM TOM'S     | トヨタ・スープラ       | GT500  | TRM 9   | FSW Ret | SUG 8   | FSW 14  | TAI 12  | MIN 9   | SUZ 12 |         |        | 21位 | 7        |
| 2001年 | 土屋エンジニアリング          | トヨタ・スープラ       | GT500  | TAI 9   | FSW 11  | SUG 11  | FSW PO  | TRM 7   | SUZ 7   | MIN 10 |         |        | 19位 | 11       |
| 2002年 | 土屋エンジニアリング          | トヨタ・スープラ       | GT500  | TAI 6   | FSW     | SUG 11  | SEP Ret | FSW 3   | TRM 9   | MIN 5  | SUZ 7   |        | 16位 | 32       |
| 2003年 | TEAM ADVAN・ツチヤ            | トヨタ・スープラ       | GT500  | TAI 10  | FSW     | SUG 4   | FSW 14  | FSW 17  | TRM 3   | AUT 12 | SUZ Ret |        | 13位 | 26       |
| 2004年 | TOYOTA TEAM CERUMO            | トヨタ・スープラ       | GT500  | TAI 5   | SUG 1   | SEP 7   | TOK 14  | TRM 10  | AUT 11  | SUZ 4  |         |        | 5位  | 45       |
| 2005年 | KRAFT                         | トヨタ・スープラ       | GT500  | OKA Ret | FSW 7   | SEP 12  | SUG 14  | TRM 11  | FSW 16  | AUT 12 | SUZ 16  |        | 19位 | 4        |
| 2006年 | KONDO RACING                  | 日産・フェアレディZ    | GT500  | SUZ     | OKA     | FSW     | SEP     | SUG 10  | SUZ 5   | TRM 6  | AUT 14  | FSW 3  | 16位 | 28       |
| 2007年 | KONDO RACING                  | 日産・フェアレディZ    | GT500  | SUZ Ret | OKA 15  | FSW Ret | SEP 1   | SUG 10  | SUZ 10  | TRM 5  | AUT Ret | FSW 5  | 10位 | 34       |
| 2008年 | KONDO RACING                  | 日産・GT-R             | GT500  | SUZ 5   | OKA 8   | FSW 11  | SEP 1   | SUG 8   | SUZ 7   | TRM 14 | AUT 16  | FSW 15 | 14位 | 34       |
| 2009年 | KONDO RACING                  | 日産・GT-R             | GT500  | OKA 1   | SUZ 8   | FSW 4   | SEP 5   | SUG 13  | SUZ 11  | FSW 13 | AUT 3   | TRM 11 | 8位  | 48       |
| 2011年 | LEXUS TEAM WedsSport BANDOH   | レクサス・SC430        | GT500  | OKA 15  | FSW 3   | SEP 11  | SUG 8   | SUZ 11  | FSW 13  | AUT 7  | TRM 11  |        | 13位 | 18       |
| 2012年 | LEXUS TEAM WedsSport BANDOH   | レクサス・SC430        | GT500  | OKA 12  | FSW 13  | SEP 9   | SUG Ret | SUZ 6   | FSW 3   | AUT 3  | TRM 5   |        | 9位  | 36       |
| 2013年 | LEXUS TEAM WedsSport BANDOH   | レクサス・SC430        | GT500  | OKA 14  | FSW 11  | SEP 15  | SUG 9   | SUZ 6   | FSW Ret | AUT 13 | TRM 10  |        | 14位 | 9        |
| 2014年 | BMW Sports Trophy Team Studie | BMW・Z4 GT3            | GT300  | OKA 2   | FSW 4   | AUT 15  | SUG 8   | FSW 7   | SUZ 3   | BUR 2  | TRM 7   |        | 3位  | 58       |
| 2015年 | BMW Sports Trophy Team Studie | BMW・Z4 GT3            | GT300  | OKA Ret | FSW 6   | BUR 3   | FSW Ret | SUZ 2   | SUG 19  | AUT 3  | TRM 9   |        | 7位  | 47       |
| 2016年 | BMW Sports Trophy Team Studie | BMW M6 GT3             | GT300  | OKA 3   | FSW 24  | SUG 10  | FSW 20  | SUZ DNS | CHA 6   | TRM 15 | TRM 12  |        | 13位 | 17       |
| 2017年 | BMW Sports Trophy Team Studie | BMW M6 GT3             | GT300  | OKA 13  | FSW 7   | AUT 4   | SUG 16  | FSW 6   | SUZ 11  | CHA 10 | TRM 13  |        | 14位 | 18       |
| 2019年 | McLaren Customer Racing Japan | マクラーレン・720S GT3 | GT300  | OKA 19  | FSW 14  | SUZ 13  | CHA     | FSW Ret | AUT 2   | SUG 12 | TRM 7   |        | 15位 | 20       |
| 2020年 | BMW Team Studie ✕ CSL         | BMW・M6 GT3            | GT300  | FSW 15  | FSW 22  | SUZ 21  | TRM Ret | FSW 9   | SUZ 8   | TRM 18 | FSW 19  |        | 26位 | 5        |
| 2021年 | BMW Team Studie ✕ CSL         | BMW・M6 GT3            | GT300  | OKA 17  | FSW 20  | SUZ 25  | TRM 25  | SUG 11  | AUT 13  | TRM 15 | FSW Ret |        | NC   | 0        |
| 2022年 | BMW Team Studie ✕ CSL         | BMW・M4 GT3            | GT300  | OKA 24  | FSW Ret | SUZ 1   | FSW 21  | SUZ 12  | SUG 5   | AUT 12 | MOT 9   |        | 11位 | 29       |
| 2023年 | BMW M Team Studie ✕ CRS       | BMW・M4 GT3            | GT300  | OKA 6   | FSW 13  | SUZ 1   | FSW 2   | SUZ 16  | SUG 13  | AUT 8  | MOT 12  |        | 6位  | 43       |
| 2024年 | BMW M Team Studie ✕ CRS       | BMW・M4 GT3            | GT300  | OKA 3   | FSW 11  | SUZ 7   | FSW 7   | SUZ 13  | SUG 4   | AUT 4  | MOT 5   |        | 5位  | 43       |

- 太字はポールポジション、斜字はファステストラップ。(key)

#### FIA GT1世界選手権
| 年     | チーム                   | 使用車両       | 1         | 1          | 2         | 2        | 3         | 3         | 4         | 4          | 5         | 5         | 6         | 6         | 7         | 7         | 8         | 8          | 9         | 9         | 10         | 10        | 順位 | ポイント |
| ------ | ------------------------ | -------------- | --------- | ---------- | --------- | -------- | --------- | --------- | --------- | ---------- | --------- | --------- | --------- | --------- | --------- | --------- | --------- | ---------- | --------- | --------- | ---------- | --------- | ---- | -------- |
| 2010年 | スイス・レーシングチーム | 日産・GT-R GT1 | ABU QR 12 | ABU CR Ret | SIL QR 14 | SIL CR 9 | BRN QR 15 | BRN CR 14 | PRI QR 12 | PRI CR Ret | SPA QR 17 | SPA CR 16 | NÜR QR 17 | NÜR CR 21 | ALG QR 11 | ALG CR 18 | NAV QR 13 | NAV CR Ret | INT QR 13 | INT CR 16 | SAN QR Ret | SAN CR 13 | 42位 | 2        |

(key)

### スポーツカー

#### ル・マン・シリーズ
| 年     | チーム                           | 使用車両     | クラス | 1     | 2     | 3     | 4     | 5   | 順位 | ポイント |
| ------ | -------------------------------- | ------------ | ------ | ----- | ----- | ----- | ----- | --- | ---- | -------- |
| 2004年 | チーム郷                         | アウディ・R8 | LMP1   | MON 3 | NÜR 4 | SIL 2 | SPA 2 |     | 5位  | 27       |
| 2005年 | ジムゲイナー・インターナショナル | 童夢・S101Hb | LMP1   | SPA 4 | MON   | SIL   | NÜR   | IST | 8位  | 5        |

(key)

#### 全日本スポーツカー耐久選手権
| 年     | チーム     | 使用車両         | クラス | 1   | 2       | 3     | 4   | 順位 | ポイント |
| ------ | ---------- | ---------------- | ------ | --- | ------- | ----- | --- | ---- | -------- |
| 2006年 | TEAM MUGEN | クラージュ・LC70 | LMP1   | SUG | TRM NC  | OKA 1 |     | 4位  | 5        |
| 2007年 | TEAM MUGEN | クラージュ・LC70 | LMP1   | SUG | FSW Ret | TRM   | OKA | NC   | 0        |

#### ル・マン24時間レース
| 年     | チーム                                 | コ・ドライバー                          | 使用車両                   | クラス | 周回 | 総合順位 | クラス順位 |
| ------ | -------------------------------------- | --------------------------------------- | -------------------------- | ------ | ---- | -------- | ---------- |
| 2001年 | バイパー チーム・オレカ                | 近藤真彦 ニ・アモリム                   | クライスラー・LMP          | LMP900 | 243  | DNF      | DNF        |
| 2002年 | アウディ・スポーツ・ジャパン・チーム郷 | 加藤寛規 ヤニック・ダルマス             | アウディ・R8               | LMP900 | 358  | 7位      | 6位        |
| 2003年 | アウディ・スポーツ・ジャパン・チーム郷 | ヤン・マグヌッセン マルコ・ヴェルナー   | アウディ・R8               | LMP900 | 370  | 4位      | 2位        |
| 2004年 | アウディ・スポーツ・ジャパン・チーム郷 | トム・クリステンセン リナルド・カペッロ | アウディ・R8               | LMP1   | 379  | 1位      | 1位        |
| 2005年 | ジム・ゲイナー・インターナショナル     | 道上龍 金石勝智                         | 童夢・S101Hb-無限          | LMP1   | 193  | DNF      | DNF        |
| 2009年 | Navi チーム郷                          | 国本京佑 サッシャ・マーセン             | ポルシェ・RSスパイダー Evo | LMP2   | 339  | DNF      | DNF        |
| 2012年 | ペスカロロ・チーム                     | ニコラ・ミナシアン セバスチャン・ボーデ | 童夢・S102.5-ジャッド      | LMP1   | 203  | NC       | NC         |